# Комуна (Ульяновська область)
Комуна (рос. Коммуна) — селище в Кузоватовському районі Ульяновської області Російської Федерації.
Населення становить 31 особу. Входить до складу муніципального утворення Спешневське сільське поселення.

## Історія
Від 2004 року входить до складу муніципального утворення Спешневське сільське поселення.

## Населення
| 2010 |
| ---- |
| 31   |